# 欧尤国王
欧尤国王（全称鲁基拉巴赛贾·欧尤·尼因巴·卡班巴·伊古鲁·鲁基迪四世 (Rukirabasaija Oyo Nyimba Kabamba Iguru Rukidi IV)，1992年4月16日—現在）为非洲乌干达土柔王国现任君主。1995年11月11日因为父亲去世而继任王位，成为土柔王国第十二任国王，2010年4月17日年满18岁登基，是目前全球最年轻的在位君王
。